# Курчатов (Русия)
Курчатов (на руски: Курчатов) е град в Русия, административен център на Курчатовски район, Курска област. Населението на града към 1 януари 2018 е 38 344 души.

## История
Селището е основано през 1968 година във връзка със строителството на Курската АЕЦ. Носи името на съветския физик Игор Курчатов. През 1983 година получава статут на град.

## География
Градът се намира на 160 метра надморска височина, на 37 километра от град Курск.